# Scopula commutata
Scopula commutata là một loài bướm đêm trong họ Geometridae.